# 阿爾塔米拉 (銀港省)
19°40′0″N 70°50′0″W / 19.66667°N 70.83333°W
阿爾塔米拉（西班牙語：Altamira），是多明尼加共和國的城鎮，位於該國北部，由銀港省負責管轄，面積179.32平方公里，海拔高度400米，2012年人口26,056，人口密度每平方公里150人。